# 213年
| 千纪： | 1千纪                                                                                           |
| 世纪： | 2世纪 \| 3世纪 \| 4世纪                                                                         |
| 年代： | 180年代 \| 190年代 \| 200年代 \| 210年代 \| 220年代 \| 230年代 \| 240年代                       |
| 年份： | 208年 \| 209年 \| 210年 \| 211年 \| 212年 \| 213年 \| 214年 \| 215年 \| 216年 \| 217年 \| 218年 |
| 纪年： | 癸巳年（蛇年）；东汉建安十八年                                                                  |

## 大事记
- 中国
  - 春正月，將交州併入荊州。
  - 曹操与孙权爆發濡须口之戰。
  - 5月——曹操被封为魏公。
  - 5月——刘备入蜀。
  - 馬超試圖復奪涼州，發動冀城之圍，涼州刺史韋康開城出降，但馬超命令楊昂將其殺害。
  - 楊阜、姜敘等不滿在冀城之圍中從涼州刺史韋康手中強行奪取涼州的馬超統治的團隊發起鹵城之戰，馬超棄城而逃，與馬岱、龐德南奔漢中軍閥張魯。

## 各国领袖

### 亞洲
- 中國（東漢）
  - 君主：漢獻帝（189年－220年）
  - 實質掌權者: 曹操（丞相、魏公213-216）
  - 主要州牧：曹操、孙权、劉璋、劉備、馬超（投奔张鲁）
- 南匈奴 - 呼厨泉单于（195年－216年）
- 日本 - 神功皇后（攝政，200年－270年）
- 泰米尔哲罗（Chera）王朝 - Yanaikat-sey Mantaran Cheral（201年－241年）
- 亚美尼亚 - 霍斯羅夫一世, 亚美尼亚国王 (198-217)
- 朝鲜半岛 (朝鲜三国时代)
  - 百济 - 肖古王, 百济王 (166–214)
  - 金官伽耶 - 居登王, 伽耶王 (199-259)
  - 高句丽 - 山上王, 高句丽王 (197–227)
  - 新罗 - 奈解尼師今, 新罗王 (196–230)
- 高加索伊比利亚王国 - Rev I the Just（英语：Rev I of Iberia）, 伊比利亚王 (189-216)
- 贵霜帝国 - 韋蘇提婆一世（Vasudeva I） (c.191-225)
- 奥斯若恩 - Abgar 十世 Severus bar Ma'nu, 奥斯若恩国王 (212-214)
- 安息帝国 - Vologases六世（英语：Vologases VI of Parthia）, 帕提亚国王 (c.208-228)

### 欧洲
- 罗马帝国 - 卡拉卡拉, 罗马皇帝 (211-217)

### 非洲
- 库什王朝 (Kush) - Teritedakhatey国王，（200年－215年）

## 逝世
- 張任（出生不詳）
- 韋康，京兆韋氏，東漢太僕韋端之子，官至涼州刺史。
- 閻溫，東漢末涼州官員，於冀城之圍被馬超所殺 。